# Bryan Douglas
Bryan Douglas (* 27. Mai 1934 in Blackburn) ist ein ehemaliger englischer Fußballspieler. Er absolvierte zwischen 1957 und 1963 insgesamt 36 Länderspiele für die englische Fußballnationalmannschaft und schoss dabei 11 Tore.

## Werdegang
Douglas wurde als Sohn eines Maschinisten geboren, mit vier Brüdern und zwei Schwestern. Er besuchte zunächst die Blakemore Secondary Modern School und arbeitete danach in einer Buswerkstatt in Blackburn als Motormechaniker. In seiner Jugendzeit spielte er für Blackburn Town und wechselte im Jahr 1952 in den Jugendbereich der Blackburn Rovers, nachdem er zuvor unter anderem die Angebote aus Blackpool, Bolton, Preston und Wolverhampton ausgeschlagen hatte.
Douglas leistete in dieser Zeit seinen Wehrdienst und kam dann erst im August 1954 zu seinem Debüt gegen Notts County. Er spielte zumeist auf der rechten Mittelfeldposition und als rechter Außenstürmer und zeichnete sich durch ein überdurchschnittliches Passspiel und eine gute Ballkontrolle aus. Obwohl Douglas lediglich in der zweiten Liga spielte, wurde er im Jahr 1957 in die englische Nationalmannschaft berufen und debütierte am 19. Oktober in Cardiff beim 4:0-Sieg gegen Wales. In der gleichen Saison gelang Douglas mit Blackburn der Aufstieg in die First Division. Außerdem spielte er danach die ersten drei Gruppenspiele bei der WM 1958 in Schweden. Bei dem Entscheidungsspiel gegen die Sowjetunion um den Einzug in das Viertelfinale, das England verlor, fehlte er jedoch.
Im Jahr 1960 erreichte Douglas mit Blackburn das Finale im FA Cup, das jedoch mit 0:3 deutlich gegen die Wolverhampton Wanderers verloren ging. Zwei Jahre später absolvierte er bei der WM 1962 in Chile alle vier Spiele und unterlag dort nach erfolgreicher Vorrunde der Mannschaft aus Brasilien im Viertelfinale. In der darauffolgenden Saison wurde er bester Torschütze seines Vereins und als kurze Zeit später seine Nationalmannschaftskarriere nicht mehr fortgesetzt wurde, stieg Douglas in der Saison 1965/66 mit Blackburn aus der ersten Liga ab. Aufgrund einer immer größer werdenden Verletzungsanfälligkeit beendete er dann in der Saison 1968/69 nach 438 Meisterschaftsspielen und 100 Toren seine Karriere als Fußballspieler. Er kehrte später kurzzeitig für den Amateurverein Great Harwood zurück, wo er gemeinsam mit Ronnie Clayton und Roy Vernon spielte.
Nach seiner Karriere arbeitete er zunächst als Verkäufer und in den darauffolgenden 18 Jahren als Repräsentant für eine Papierfabrik. Heute lebt er als Rentner weiterhin in Blackburn.